# Benzingia hirtzii
Benzingia hirtzii är en orkidéart som beskrevs av Dodson. Benzingia hirtzii ingår i släktet Benzingia och familjen orkidéer. Inga underarter finns listade i Catalogue of Life.